# Condado de Lancaster (Virginia)
El condado de Lancaster (en inglés: Lancaster County), fundado en 1651, es uno de 95 condados del estado estadounidense de Virginia. En el año 2000, el condado tenía una población de 11,567 habitantes y una densidad poblacional de 34 personas por km². La sede del condado es Lancaster.

## Geografía
Según la Oficina del Censo, el condado tiene un área total de 598 km² (230,9 mi²), de la cual 344 km² (132,8 mi²) es tierra y 36 km² (13,9 mi²) (42.45%) es agua.

### Condados adyacentes
- Condado de Richmond (noroeste)
- Condado de Northumberland (norte)
- Condado de Middlesex (sur y suroeste)

## Demografía
Según la Oficina del Censo en 2000, los ingresos medios por hogar en el condado eran de $33,239, y los ingresos medios por familia eran $42,957. Los hombres tenían unos ingresos medios de $30,592 frente a los $23,039 para las mujeres. La renta per cápita para el condado era de $24,663. Alrededor del 12.50% de la población estaban por debajo del umbral de pobreza.

## Localidades
- Irvington
- Kilmarnock
- White Stone

### Comunidades no incorporadas
- Lancaster
- Morattico